# Pardon, madame: pismo iz Čedada
Pardon, madame: pismo iz Čedada (COBISS) je roman Borisa Jukića; izšel je leta 1999 pri Pomurski založbi. 

## Vsebina
Antonio, profesor zgodovine, pred svojim vsakdanjim življenjem, študentskim vrvežem in bogato, a oblastno ženo pobegne v Čedad in se začne predajati brezskrbnosti dolgih dnevov ob steklenicah vina, vse dokler v njegovo življenje za nekaj časa ne vstopi nova ženska in ob njej njen sin. Vendar pa mu pomenita zgolj postajo na poti, ki se po koncu romana še nadaljuje v neznano smer.